# Канакачево
Канака́чево (рос. Канакачево, башк. Ҡанаҡас) — присілок у складі Кугарчинського району Башкортостану, Росія. Входить до складу Мраковської сільської ради.
Населення — 100 осіб (2010; 116 в 2002).
Національний склад:
- башкири — 97%